# Космос-952
Космос-952 је један од преко 2400 совјетских вјештачких сателита лансираних у оквиру програма Космос.
Космос-952 је лансиран са космодрома Тјуратам, Бајконур, СССР, 16. септембра 1977. Ракета-носач је поставила сателит у орбиту око планете Земље. 